# Włodzimierz Wincławski
Włodzimierz Kazimierz Wincławski (ur. 21 sierpnia 1942 w Lubrańcu) – polski socjolog, specjalizujący się w historii socjologii.

## Życiorys
W 1965 ukończył studia pedagogiczne na Akademii Wychowania Fizycznego w Warszawie pod kierunkiem Adolfa Molaka. W latach 1965–1969 nauczał w szkole podstawowej w Cichem Górnym oraz studiował socjologię w Instytucie Filozofii i Socjologii PAN pod kierunkiem m.in. Bogusława Gałęskiego i Zbigniewa Tadeusza Wierzbickiego. Drugi z nich był promotorem pracy doktorskiej Włodzimierza Wincławskiego zatytułowanej Przemiany środowiska wychowawczego wsi peryferyjnej (Studium wioski Ciche Górne powiatu nowotarskiego), obronionej w 1970. Stopień doktora habilitowanego uzyskał w 1977, również w Instytucie Filozofii i Socjologii PAN, na podstawie rozprawy pt. Typowe środowiska wychowawcze współczesnej Polski.
Od 1974 pracował na Uniwersytecie Mikołaja Kopernika w Toruniu, gdzie kierował Zakładem Socjologii, a następnie Katedrą Socjologii. W latach 1978–1981 był prodziekanem, a od 1989 do 1993 dziekanem Wydziału Humanistycznego. W latach 1984–1986 pełnił funkcję prorektora ds. nauki. W 1990 otrzymał tytuł profesora nauk humanistycznych.
Początkowo jego głównymi zainteresowaniami badawczymi były socjologia wsi i socjologia wychowania, w późniejszym okresie zajmował się historią socjologii polskiej i innych socjologii narodowych krajów Europy Środkowo-Wschodniej. Jest autorem wielu publikacji, w tym wielotomowego Słownika biograficznego socjologii polskiej. W 2012 został redaktorem naczelnym „Roczników Historii Socjologii”.

## Odznaczenia
W 2013 odznaczony Krzyżem Kawalerskim Orderu Odrodzenia Polski. W 2015 otrzymał Krzyż Wolności i Solidarności.

## Wybrane publikacje
- Wiejskie szkółki zimowe we wsi galicyjskiej w końcu XIX wieku (z badań w powiecie nowotarskim) (1969)
- Przemiany środowiska wychowawczego wsi peryferyjnej: studium wioski Ciche Górne powiatu nowotarskiego (1971)
- Przemiany środowiska wychowawczego wsi w rejonie uprzemysławianym: studium porównawcze 20 wsi gromady Bielsk w powiecie płockim (1973)
- Dostęp młodzieży wiejskiej do kształcenia na różnych szczeblach szkolnictwa (1974, wspólnie z Mikołajem Kozakiewiczem i Zbigniewem Kwiecińskim)
- O możliwościach syntetyzujących badań socjologicznych nad wychowaniem (ze szczególnym uwzględnieniem badań środowiskowych) (1974)
- Typowe środowiska wychowawcze współczesnej Polski (1976)
- Rozwój polskich badań wychowania na wsi. Cz. 1. Od połowy XVIII stulecia do 1918 roku (1976)
- Prace naukowo-badawcze toruńskiego zespołu socjologii wychowania, oświaty i pedagogiki społecznej (1979)
- Socjologiczna teoria wychowania Józefa Chałasińskiego: w 50-lecie pracy naukowej prof. dra J. Chałasińskiego (1979)
- Wokół społecznej i naukowej problematyki reformowania oświaty w Polsce w latach 1944–1948 : próba analizy socjologicznej (1979)
- Ruchliwość międzypokoleniowa torunian (1980)
- Rozwój polskich badań nad wychowaniem na wsi. Cz. 2. Okres Drugiej Rzeczypospolitej (1982)
- Antona Štefánka droga do narodu i socjologii (1987)
- Młodzi Torunianie: mobilność społeczna, wartości życiowe, aktywność kulturalna (1988, wspólnie z Andrzejem Kaletą)
- Wprowadzenie do Chałasińskiego: przewodnik bio-bibliograficzny (1989)
- Socjologia w Toruniu: rozwój instytucjonalny (1990)
- Lud, naród, socjologia : studium o genezie socjologii słowackiej (1991, ISBN 83-205-4207-3)
- Miejsce Klemensa Szaniawskiego w socjologii polskiej (1992)
- Studia z socjologii wsi (dedykowane profesorowi Zbigniewowi T. Wierzbickiemu) (1993, redakcja pracy zbiorowej, ISBN 83-231-0430-1)
- Mirrors and Windows. Essays in the History of Sociology (2001, wspólnie z Dirkiem Kaeslerem i Januszem Muchą)
- Słownik biograficzny socjologii polskiej. 1, A–H (2001, ISBN 83-01-13416-X)
- Socjologia w szkołach wyższych w Polsce: kształcenie socjologów i nauczanie socjologii po 1989 roku (2003, red. wspólnie z Krystyną Szafraniec)
- Słownik biograficzny socjologii polskiej. 2, I–M (2004, ISBN 83-231-1792-6)
- Klasyczna socjologia polska (2005, wspólnie z Januszem Muchą)
- Słownik biograficzny socjologii polskiej. 3, N–St (2007, ISBN 978-83-231-2099-5)
- Słownik biograficzny socjologii polskiej. 4, Su–Ż. Suplement (2011, ISBN 978-83-231-2685-0)